# KVTS-LP
KVTS (107.9 FM) es una estación de radio de formato religioso. Con licencia para Republic, Missouri, Estados Unidos, sirve al área de Springfield en una señal LPFM que se puede escuchar en la parte sur del condado de Greene. La estación es propiedad de Calvary Chapel of Republic.